# Diogène (revue)
Pour les articles homonymes, voir Diogène (homonymie).
Diogène est une revue trimestrielle, d'esprit transdisciplinaire de sciences humaines et sociales, dont la version française est publiée par les Presses universitaires de France pour le compte du Conseil international de la philosophie et des sciences humaines. Elle a été fondée en 1952 par Roger Caillois avec l'aide de l'UNESCO. 
Diogène fait référence au philosophe d'Athènes, qui se promenait dans les rues avec une lanterne, à la recherche de l'homme. 
Jean d'Ormesson en a été rédacteur en chef adjoint avec Roger Caillois et y resté pendant plus de quarante ans jusqu'à devenir président de la revue en remplacement de Jacques Rueff.
"(Roger Caillois) avait le projet de faire écrire un historien sur l'économie politique, un psychologue sur la grammaire, un historien de l'art sur la linguistique..."
La revue est actuellement numérisée et diffusée par Cairn.info. pour sa version française et par Sage publications pour sa version anglaise, Diogenes.
Nicole G. Albert est en la rédactrice en chef et  Luca Maria Scarantino (IULM) le rédacteur en chef. 
Le directeur de la publication est Maurice Aymard (Ecole des Hautes Etudes en Sciences Sociales)